# Ondřej III.
Ondřej III. (maďarsky III. András či III. Endre, slovensky Ondrej III., chorvatsky Andrija III. Mlečanin; asi 1265 – 14. leden 1301) byl uherský a chorvatský král v letech 1290–1301, poslední Arpádovec na trůnu. Jeho smrtí dynastie vymřela po meči.

## Původ a rodina
Ondřej III. se narodil jako syn samozvaného slavonského bána Štěpána Pohrobka a jeho druhé manželky Tomasiny, dcery bohatého benátského patricije Michela Morosiniho. Jeho otec se narodil až po smrti svého předpokládaného otce, uherského krále Ondřeje II. Štěpánovi starší bratři Béla IV. a Koloman Haličský manželku Ondřeje II. Beatrix d'Este proto obvinili z cizoložství a Štěpána považovali za nelegitimní dítě. Přesné datum Ondřejova narození je neznámé. Podle historiků Tibora Almásiho, Gyuly Kristóa a Attily Zsoldose se narodil přibližně v roce 1265.
Jeho první manželkou se roku 1290 stala Fenena Kujavská, dcera kujavského knížete Ziemomysla z dynastie Piastovců. Roku 1293 mu porodila jedinou dceru Alžbětu a o dva roky později zemřela. Podruhé se oženil 13. února 1296 s Anežkou Rakouskou, dcerou římského krále Albrechta I., toto manželství zůstalo bezdětné.
Dcera Alžběta byla roku 1298 zasnoubena s českým korunním princem Václavem, ten ale roku 1305 zasnoubení zrušil. Alžběta se posléze stala řeholnicí a zemřela také bez potomků.

## Nástup na trůn
Situace, která v Uhrách nastala po zavraždění krále Ladislava IV. Kumána v červenci 1290, si vyžadovala rychlého řešení. Ondřej byl v tu chvíli jediným potenciálně zbývajícím mužským členem arpádovské dynastie, kromě něj se ale o trůn hlásil také neapolský princ Karel I. Martel z Anjou, z matčiny strany vnuk předešlého krále Štěpána V. a zeť římského krále Rudolfa I., podporovaný také papežem. Uherská šlechta se ovšem téměř jednomyslně postavila za Ondřeje. S pomocí své vlivné matky se díky machinacím a zákulisním tahům zpočátku dokázal zbavit svých královských protivníků. Z uherské šlechty mu nejvíc problémů činil rod Kyseckých, kterým vyhlásil válku.

## Rivalita s rodem Anjou
Zahraniční politika krále Ondřeje III., který se zapojil do bojů v Říši na straně Habsburků, však vyvolala spory s významnou částí domácí šlechty, která začala uvažovat o změně na trůně. Chorvatské rody Šubić, Frankopan a Babonić začaly otevřeně podporovat nárok prince Karla Roberta (syna výše zmíněného Karla Martela, který mezitím v srpnu 1295 zemřel) na uherský trůn. Toho později podpořil i papež Bonifác VIII.
Konflikt se vyostřil poté, co do Uher dorazil v roce 1300 sám mladičký Karel Robert. Ondřej zřejmě doufal, že spor urovná diplomatickou cestou, tento plán mu však nevyšel.

## Smrt a následky
Dne 14. ledna 1301 Ondřej III. skonal dosud nevysvětlenou smrtí, která ovšem přišla vhod všem jeho odpůrcům, takže se často spekuluje o úkladné otravě. Neboť se nedočkal syna, jeho smrtí vymírá po meči dynastie Arpádovců, jejíž vláda v uherském království tak skončila po 300 letech a 13 dnech.
Za jeho nástupce zvolila část šlechty mladého syna českého krále, snoubence Ondřejovy dcery Alžběty, Václava (III.) z rodu Přemyslovců, který v Uhersku začal vládnout pod jménem Ladislav V. Papež ho však za krále neuznal, neboť jednoznačně preferoval nárok Anjouovců, stejně jako Říše. Václav reálně opanoval pouze severozápadní část Uherska a po smrti svého otce Václava II. roku 1305, kdy usedl také na český trůn, se nakonec uherské koruny vzdal ve prospěch svého bratrance, dolnobavorského vévody Oty III. Wittelsbacha, dalšího z mnoha vnuků krále Bély IV. (snad i proto si zvolil panovnické jméno Béla V.). Ani ten ale nebyl uherským králem nadlouho, neboť roku 1308 konečně prosadil svůj nárok Karel I. Robert, jehož dynastie pak úspěšně vládla Uhersku po většinu 14. století.